# Indigastrum
Indigastrum là một chi thực vật có hoa trong họ Đậu.